# Cyclisme au Festival olympique de la jeunesse européenne 2025
Navigation
2023 2027
Les épreuves de cyclisme sur route au Festival olympique de la jeunesse européenne 2025 ont lieu à Skopje en Macédoine du Nord du 22 au 24 juillet 2025.

## Résultats

### Cyclisme sur route
| Épreuves         | Or                 | Argent             | Bronze             |         |         |         |
| Garçons          | Garçons            | Garçons            | Garçons            | Garçons | Garçons | Garçons |
| ---------------- | ------------------ | ------------------ | ------------------ | ------- | ------- | ------- |
| Course en ligne  | Niklas Wiesmayr    | Layann Clovis      | Daniel Jett Davies |         |         |         |
| Contre la montre | Yanis Berthoud     | Sander Willems     | Tommaso Cingolani  |         |         |         |
| Filles           |                    |                    |                    |         |         |         |
| Course en ligne  | Anna Bonassi       | Anna Meeusen       | Melanie Rowe       |         |         |         |
| Contre la montre | Karolina Hajdukova | Magdalena Polanska | Edda Bieberle      |         |         |         |

### VTT
| Épreuves      | Or             | Argent          | Bronze        |         |         |         |
| Garçons       | Garçons        | Garçons         | Garçons       | Garçons | Garçons | Garçons |
| ------------- | -------------- | --------------- | ------------- | ------- | ------- | ------- |
| Cross-country | Lars Peers     | Lucas Rodriguez | Lenart Dejak  |         |         |         |
| Filles        |                |                 |               |         |         |         |
| Cross-country | Yaelle Klauser | Lilly Temar     | Natalia Pirog |         |         |         |

## Tableau des médailles
| Rang  | Nation      | Or | Argent | Bronze | Total |
| ----- | ----------- | -- | ------ | ------ | ----- |
| 1     | Suisse      | 2  | 0      | 0      | 2     |
| 2     | Belgique    | 1  | 2      | 0      | 3     |
| 3     | Italie      | 1  | 0      | 1      | 2     |
| 4     | Australie   | 1  | 0      | 0      | 1     |
| 4     | Slovaquie   | 1  | 0      | 0      | 1     |
| 6     | France      | 0  | 2      | 0      | 2     |
| 7     | Pologne     | 0  | 1      | 1      | 2     |
| 8     | Suède       | 0  | 1      | 0      | 1     |
| 9     | Royaume-Uni | 0  | 0      | 2      | 2     |
| 10    | Allemagne   | 0  | 0      | 1      | 1     |
| 10    | Slovénie    | 0  | 0      | 1      | 1     |
| Total | Total       | 6  | 6      | 6      | 18    |